# 珠海长隆国际海洋度假区

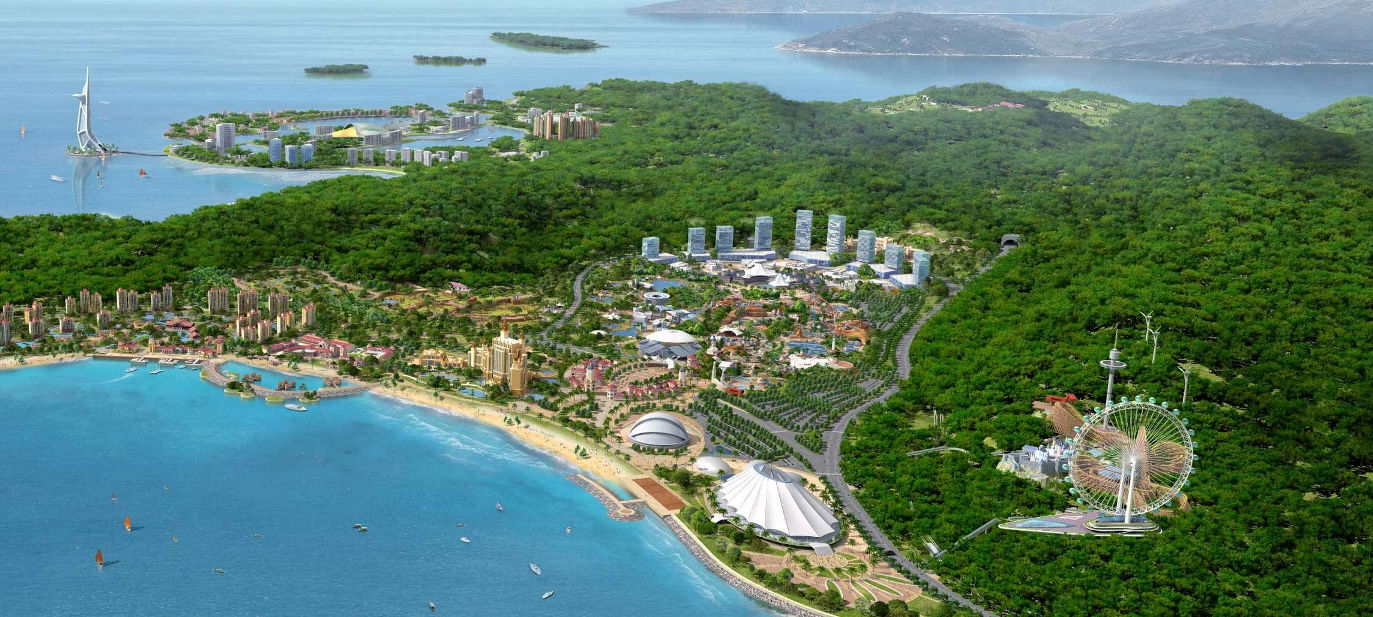
珠海长隆国际海洋度假区構想圖。

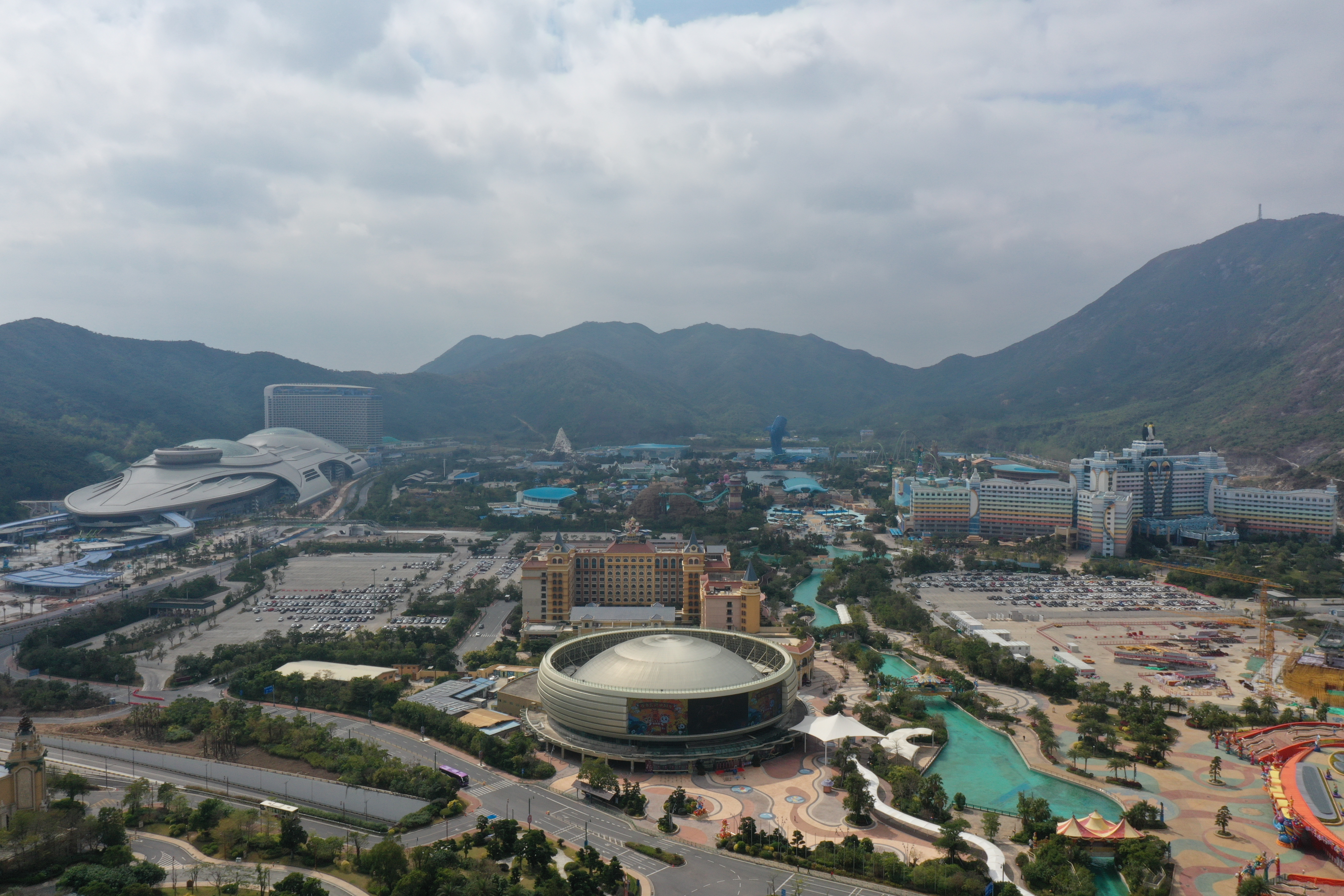
珠海长隆国际海洋度假区全景，自东向西方向。

珠海長隆國際海洋度假區位於中華人民共和国广东省橫琴粵澳深度合作區富祥灣，毗連澳門特別行政區，經營者為廣東長隆集團，第一期佔地達435公頃，於2014年3月開放至翌年1月月底，累積人次達800萬，屬於中國之最。第二期於2015年1月29日動工。

## 組織
珠海长隆国际海洋度假区
- 第一期工程

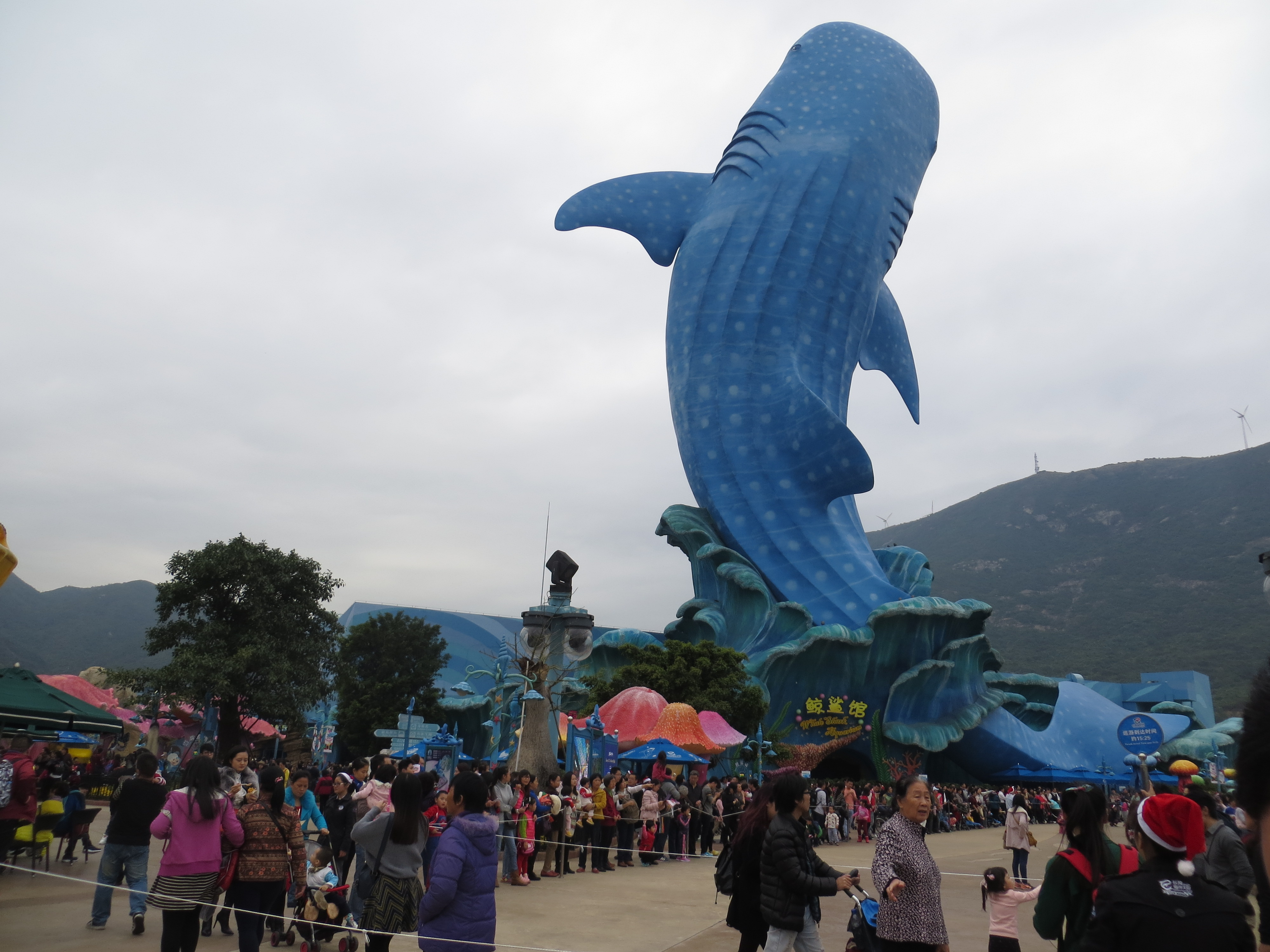
長隆海洋王國的鯨鯊館

- - 長隆海洋王國：於2014年1月28日(年廿八)試營，2014年3月29日正式開放，創下了5项《健力士世界紀錄》，於開業同年即獲得TEA頒授“主题公园最佳成就奖”
    - 長隆海洋王国5D城堡影院：為世界上最大型的五维影院。

  - 長隆水上世界：於2015年4月1日開放予游客使用。
  - 長隆橫琴國際馬戲城：於2014年3月開放。

- - 長隆橫琴灣酒店：於2014年3月開放，提供1,888間房間。

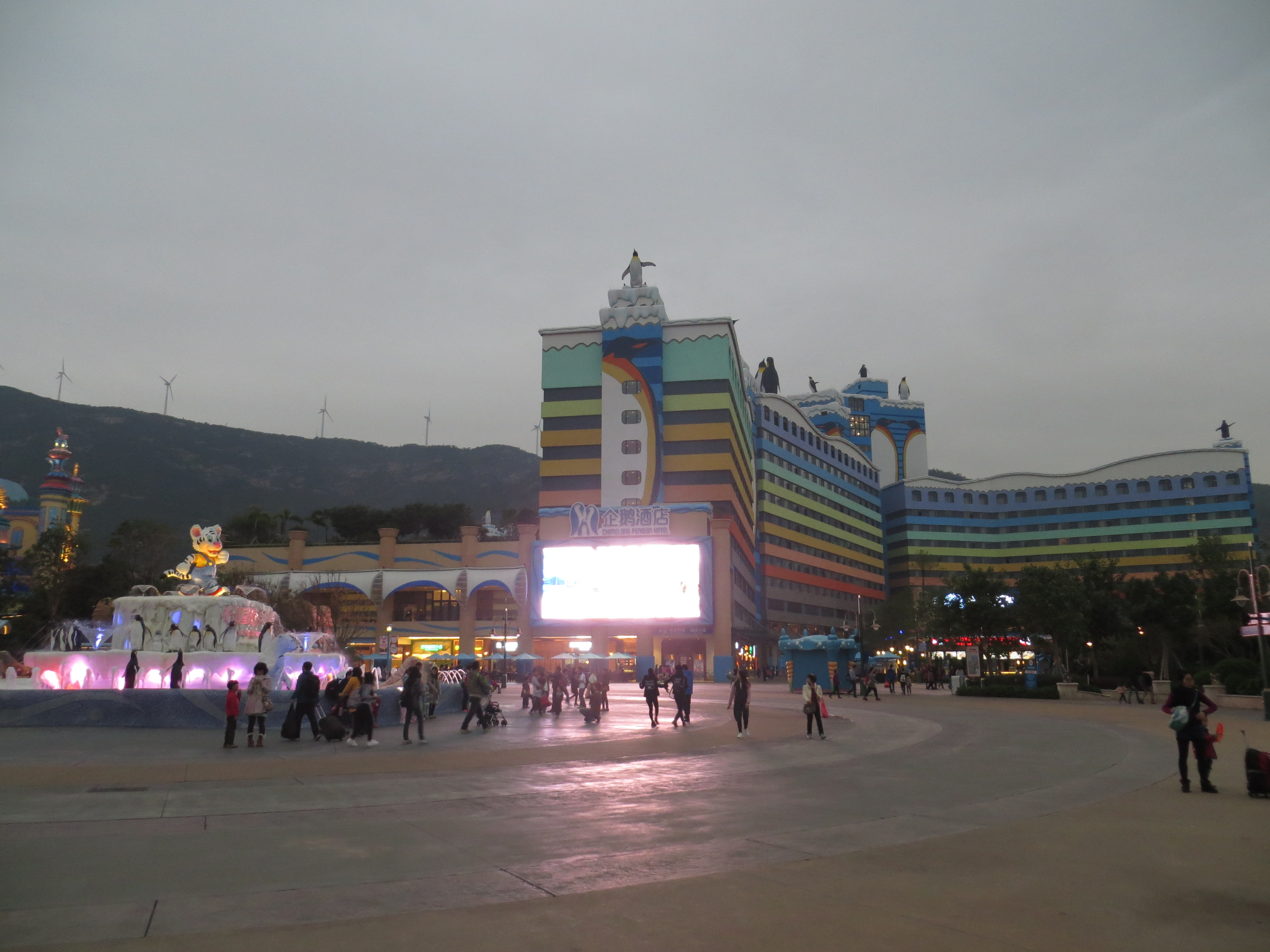
長隆企鵝酒店

- - 長隆企鵝酒店：於2015年2月19日（大年初一）開放，提供2,000間房間。
  - 長隆馬戲酒店：於2015年2月19日（大年初一）開放，提供700間房間。[1]。

- 第二期工程
  - 长隆海洋科学乐园：於2015年1月29日動工，佔地逾20公頃。室內樂園總建築面積4萬平方米，增加大量新型遊樂項目，包括30米高的摩天輪，擁有6000個席位的室內海洋動物表演場等。新區户外區域則會增加漂流河、家庭類型的過山車、餐飲、購物等更多閤家歡項目。[2]项目设有九大生态区，将展出虎鲸、江豚、巨鳐等300多种近1万条海洋鱼类。同时建有顶层室内海底嘉年华儿童乐园，设置有从海洋生物起源到多种海洋物种保育等多元化专业科普课程。[3]

- - 長隆動物王國：於2015年1月29日動工，佔地300公頃，由日間及夜間兩個部分組成，落成後將會成為世界上面積最大及物种最多的動物園。其中夜間動物王國開放時間計劃設置在17：00-23：00之間，讓遊客在夜晚以各種新奇有趣的遊覽方式探尋神祕的夜間動物。[2]

- - 長隆橫琴国际马戏新馆：於2015年1月29日動工，落成後將會成為擁有世界上規模最大膜結構的马戏場館。

長隆橫琴灣酒店

- - 長隆飛船酒店：於2023年07月15日啓用，佔地40萬平方米，擁有10大主題遊覽區。提供1,250間房間。

## 未來發展
2015年1月29日，長隆國際海洋度假區第二期工程動工，包括佔地300公頃的動物王國、海洋王国擴建部份和全球規模最大膜結構的马戏城內的項目。
2017年6月9日，「長隆國際海洋度假區」宣佈將進一步擴建，在既有項目對出海域上填海造人工島，面積約為香港海洋公園三分之一的大小，擴建後總面積將為香港海園的近兩倍。據最新規劃，作為橫琴長隆二期工程的重頭戲，富祥島項目擬投資約50億元人民幣，建設中國國際馬戲節大型永久場館「海洋大劇院」、海洋博物館、度假酒店等。

## 接驳交通

### 广州

#### 廣珠城際鐵路
- 珠海长隆站 - 2020年8月18日开通

### 珠海

#### 公共汽车
| \| 编号 \| 编号 \| 线路 \| 线路 \| 线路 \| 收费 \| 运营商 \| 备注 \| \| ------------ \| ---- \| ---------- \| ---------------- \| ------------ \| ---- \| -------- \| -------------- \| \| \| 14 \| 海虹总站 \| 全程 ⇆ \| 长隆 \| 1元 \| 珠海前山 \| \| \| 短线 ← \| 14 \| 海虹总站 \| 北山（华发商都） \| \| 1元 \| 珠海前山 \| \| \| \| 86 \| 南屏科技园 \| ⇆ \| 长隆 \| 1元 \| 珠海横琴 \| \| \| \| G80 \| 吉大总站 \| ⇆ \| 长隆 \| 1元 \| 珠海横琴 \| 仅于工作日开行 \| \| \| K10 \| 吉大总站 \| 全程 ⇆ \| 长隆 \| 1元 \| 珠海横琴 \| \| \| 湾仔旅游码头 \| K10 \| 短线 ⇆ \| 拱北口岸 \| \| 1元 \| 珠海横琴 \| \| \| \| K11 \| 香洲 \| ⇆ \| 长隆 \| 1元 \| 珠海前山 \| \| \| \| Z55 \| 横琴口岸西 \| ⇆ \| 长隆深井基地 \| 1元 \| 珠海横琴 \| \| |      |            |                  |              |      |          |                |
| 编号 | 编号 | 线路       | 线路             | 线路         | 收费 | 运营商   | 备注           |
| | 14   | 海虹总站   | 全程 ⇆           | 长隆         | 1元  | 珠海前山 |                |
| 短线 ← | 14   | 海虹总站   | 北山（华发商都） |              | 1元  | 珠海前山 |                |
| | 86   | 南屏科技园 | ⇆                | 长隆         | 1元  | 珠海横琴 |                |
| | G80  | 吉大总站   | ⇆                | 长隆         | 1元  | 珠海横琴 | 仅于工作日开行 |
| | K10  | 吉大总站   | 全程 ⇆           | 长隆         | 1元  | 珠海横琴 |                |
| 湾仔旅游码头 | K10  | 短线 ⇆     | 拱北口岸         |              | 1元  | 珠海横琴 |                |
| | K11  | 香洲       | ⇆                | 长隆         | 1元  | 珠海前山 |                |
| | Z55  | 横琴口岸西 | ⇆                | 长隆深井基地 | 1元  | 珠海横琴 |                |

#### 专线大巴
- 九洲港——长隆
- 拱北口岸——长隆
- 珠海机场——长隆
- 橫琴口岸ㄧ长隆

### 澳門

#### 穿梭巴士
富豪酒店ㄧㄧ長隆

## 爭議
珠海長隆度假區在2021年9月28日凌晨就「盲人帶導盲犬入住企鵝酒店遭拒」一事發布道歉聲明。聲明稱，9月26日晚，珠海長隆度假區企鵝酒店接到遊客楊先生要求，希望攜帶其導盲犬共同入住酒店。由於酒店培訓不力，導致員工在導盲犬相關接待規定上存在理解不足，造成楊先生未能順利完成旅行計畫。經與楊先生本人溝通，園方已向楊先生致以誠摯歉意，楊先生已接受道歉和邀請，並計畫於近期重遊珠海長隆。度假區將根據國家相關法律法規，全面完善面向所有視障人士及導盲犬進入度假區內酒店、餐廳及樂園等公共場所的標識體系和接待措施。

## 相關参见
- 廣州长隆旅游度假区